# Rites of Passage (film 1999)
Rites of Passage è un film del 1999 diretto da Victor Salva.

## Trama
Scoperto che il padre Del ha una relazione extraconiugale, D.J. Farraday gli chiede di incontrarlo nella casa al lago di famiglia per affrontarlo. Quando i due arrivano alla casa estiva vi trovano il figlio più giovane, Campbell "Cam" Farraday, il quale non ha più rapporti col padre da diverso tempo e cioè da quando il padre lo sorprese abbracciato insieme al suo fidanzato, Billy. D.J. cerca di convincere Cam a rimanere e a tentare una riconciliazione col padre, ma Cam gli rivela che Billy è morto e accusa il padre della perdita.
Poco dopo, due evasi - Frank e Red - spacciandosi per padre e figlio, si presentano alla cabina e chiedono di poter usare il telefono usando la scusa che la loro auto ha avuto un guasto. I due accettano l'offerta di rimanere come ospiti nella cabina e durante la serata tra i vari uomini verranno a crearsi delle forti tensioni. Quando poi la polizia si presenta alla ricerca dei due evasi, la vicenda prenderà una piega ancora più drammatica.

## Produzione
Rites of Passage è stato il primo film di Salva dopo la controversia che circonda il suo film, Powder - Un incontro straordinario con un altro essere (1995), che fu bersaglio di boicottaggi dovuti all'assunzione di Salva da parte della Disney per dirigere il film dopo che egli fu condannato per aver molestato un attore dodicenne durante la produzione del suo precedente film, Clownhouse, nel 1988.
Salva ha basato gran parte dei dialogi tra Del, D.J. e Cam in conversazioni tese che lui e il padre hanno avuto mentre Salva cresceva.

## Distribuzione
Sono state rilasciate due versioni del film. La versione director's cut con il commento di Salva e Behr è stata rilasciata dalla Bell Canyon Entertainment il 2 maggio 2000. Questa versione del film contiene scene tagliate che spiegano ulteriormente le relazioni tra i personaggi principali.

## Premi e nomination
| Anno | Manifestazione                                         | Premio       | Categoria    | Ricevente    | Risultato       |
| ---- | ------------------------------------------------------ | ------------ | ------------ | ------------ | --------------- |
| 1999 | Verzaubert - International Gay & Lesbian Film Festival | Rosebud      | Miglior film | Victor Salva | Candidato/a     |
| 2000 | Santa Monica Film Festival                             | Moxie! Award | Best Feature | Victor Salva | Vincitore/trice |